# Pulau Kabal
Pulau Kabal is een bestuurslaag in het regentschap Ogan Ilir van de provincie Zuid-Sumatra, Indonesië. Pulau Kabal telt 808 inwoners (volkstelling 2010).